# Hochstein (Königshainer Berge)
Der Hochstein ist ein Berg in den Königshainer Bergen in der östlichen Oberlausitz westlich der Stadt Görlitz im Landkreis Görlitz. Er befindet sich nordwestlich der Gemeinde Königshain.
Der Hochstein ist 397,2 Meter hoch und damit die zweithöchste Erhebung der Königshainer Berge nach dem 415 Meter hohen Ahlberg in den Kämpferbergen. Im Gipfelbereich befinden sich neben einem Berggasthof ein Aussichtsturm und einige vom Steinbruchbetrieb verschont gebliebene freistehende Felstürme aus oberkarbonischem Königshain-Granit, der hier eine deutliche ausgeprägte Wollsackverwitterung zeigt. Der Aussichtsturm ist eine 22 Meter hohe Stahlkonstruktion mit runder Aussichtsplattform.
Am Baum von dem Aussichtsturm, hängt seit 24. Dezember 2021 ein Gipfelkasten.
Dort können sich Besucher, Wanderer, Fahrradfahrer etc. eintragen.
Erreichbar ist der Hochstein über eine für den öffentlichen Verkehr gesperrte Fahrstraße und mehrere Wanderwege.
Über den Hochstein verläuft der Europäische Fernwanderweg E10 im Abschnitt Niesky–Löbau und der Jakobsweg im Abschnitt Görlitz–Weißenberg–Bautzen.